# ДВР (журнал)
ДВР — самиздатовский журнал, посвящённый культуре российского андеграунда. Издавался Максом Немцовым во Владивостоке.

## История
Официальным днём рождения журнала «ДВР» считают 12 октября 1986 года. Практически первый дальневосточный рок-журнал, созданный «с целью осмысления рок-ситуации на Дальнем Востоке и основных тенденций рок-музыки в стране».
Редколлегия — Максим Немцов, Ольга Немцова, Алексей Воронин, Михаил Павин.
Всего вышло 12 номеров. Тиражи последних номеров доходили до 150 экземпляров. Журнал распространялся по всей стране путем частной подписки.
Дружественные издательские проекты «ДВР» — «Урлайт»/«КонтрКультУра» (Москва), «Ура Бум-Бум!» (Ростов-на-Дону), «Гучномовецъ» (Киев), «Рок-Опо» (Ростов-на-Дону).

## Круг музыкантов, литераторов и художников
«Миссия: Антициклон», «Гражданская оборона», Майк Науменко, Юрий Наумов, «Звуки Му» и многие другие.

## С журналом сотрудничали
- Гурьев, Сергей Геннадьевич (1961) — российский журналист, музыкальный критик, продюсер и музыкант.[2]
- Немцов, Максим Владимирович (1963) — переводчик, редактор, создатель интернет-ресурса переводчиков «Лавка языков»[4].